# Charles Mair

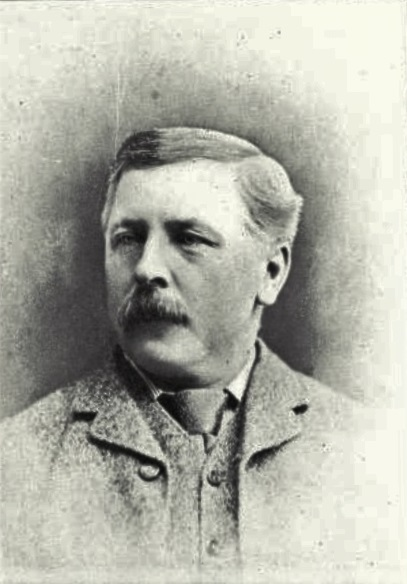
Charles Mair (1919)

Charles Mair (* 21. September 1838 in Lanark County, Oberkanada; † 7. Juli 1927 in Victoria, British Columbia) war ein kanadischer Dichter und Dramatiker. Als Mitglied der Canadian Party und Mitbegründer von Canada First bekämpfte er während der Red-River-Rebellion die von Louis Riel angeführte provisorische Regierung.

## Biografie
1857 brach er sein Medizinstudium an der Queen’s University in Kingston nach einem Jahr ab, um dem in finanzielle Not geratenen Holzhandelsunternehmen seiner Familie zu helfen. Zehn Jahre lang arbeitete er als Verkäufer und begann in dieser Zeit, Gedichte zu schreiben. 1868 wurde sein erster Gedichtband Dreamland and other poems veröffentlicht, dessen romantische Beschreibung unberührter Natur stark von John Keats beeinflusst war. Im selben Jahr gehörte er zu den Mitbegründern der Bewegung Canada First, deren Ziel es war, den kanadischen Nationalismus zu fördern.
William McDougall, Minister für öffentliche Arbeiten, ernannte Mair zu seinem Sekretär, um ihn bei den Vorbereitungen für den Übergang von Ruperts Land an den kanadischen Staat zu unterstützen. Gleichzeitig war Mair für mehrere Zeitungen, darunter The Globe, als Korrespondent in der Red-River-Kolonie tätig. Er heiratete Eliza McKenney, die Nichte von John Christian Schultz. Durch die Freundschaft mit dem Gründer der nationalistischen Canadian Party wurde Mair in die Ereignisse der Red-River-Rebellion hineingezogen. Nachdem er und fünfzig weitere Männer sich in Schultz’ Haus verbarrikadiert hatten, geriet er in Gefangenschaft und wurde zum Tode verurteilt.
Mair konnte später jedoch nach Ontario fliehen, wo er zusammen mit Schultz den Hass gegen Louis Riel und die provisorische Regierung schürte. Ein Manuskript, an dem er fünf Jahre gearbeitet hatte, ging während der Rebellion verloren. Mair führte in Portage la Prairie einen Laden und war auch als Agent für die North West Emigration Aid Society tätig, die Einwanderer unterstützte. Er schrieb weiterhin Gedichte für verschiedene Zeitungen und siedelte 1877 mit seiner Familie nach Prince Albert über.
Während der Nordwest-Rebellion im Jahr 1885 gehörte Mair einer Einheit von Freiwilligen an, die eine Telegrafenstation bewachte. 1886 veröffentlichte er das Blankvers-Drama Tecumseh, sein bedeutendstes literarisches Werk. Es nimmt Bezug auf das Leben des Indianerhäuptlings Tecumseh und stellt den kanadischen Staat als heroisches Gemeinschaftswerk des britischen Empire dar, das im Gegensatz zum entzweienden Individualismus der USA steht. 1889 wurde Mair in die Royal Society of Canada aufgenommen. In den folgenden Jahren war er wieder als Einwanderungsagent tätig. Basierend auf seiner Arbeit als Sekretär für James Andrew Joseph McKenna veröffentlichte er 1908 Through the Mackenzie Basin, in welchem er dazu aufruft, die Bräuche und Traditionen der Ureinwohner vor dem schädlichen Einfluss der Zivilisation zu schützen.
Seine letzten Lebensjahre verbrachte Mair in Victoria, British Columbia. 1924 erhielt er einen Ehrendoktortitel der Queen’s University.
Am 20. Mai 1937 ehrte die kanadische Regierung, vertreten durch den für das Historic Sites and Monuments Board of Canada zuständigen Minister, Mair für sein Wirken und erklärte ihn zu einer „Person von nationaler historischer Bedeutung“.

## Werke
- Dreamland and other poems. Sampson Low, Son & Marston, London 1868.
- Tecumseh. A drama. Hunter, Rose & Co. u. a., Toronto u. a. 1886.
- Through the Mackenzie Basin. A narrative of the Athabasca and Peace River treaty expedition of 1899. Notes on the mammals and birds of northern Canada by Roderick MacFarlane. William Briggs, Toronto 1908.